# Partit Demòcrata-Liberal (Romania)
El Partit Demòcrata-Liberal (en romanès, Partidul Democrat-Liberal, PDL'') fou un partit polític liberal conservador de Romania, que es va crear al 2007 a partir de la fusió del Partit Demòcrata i del Partit Demòcrata Liberal. L'any 2014 es va integrar al Partit Nacional Liberal (PNL), deixant d'existir.

## Història

### Front de Salvació Nacional (FSNR)
El Front de Salvació Nacional (FSNR) va ser el moviment polític i social que en les primeres hores de la Revolució Romanesa de 1989 va servir per aglutinar a tot un conjunt de líders de perfil baix del Partit Comunista Romanès, com Ion Iliescu, Traian Băsescu (en aquell moment era el representant de la marina mercant romanesa a Brussel·les) o d'altres com Petre Roman. Abans del 15 de desembre de 2007 el partit es denominava Partit Demòcrata.
A les eleccions legislatives romaneses de 1990 el FSNR va guanyar les eleccions, però aviat aparegueren discrepàncies entre Ion Iliescu, que era el President de Romania i Petre Roman, que era el primer ministre. Aquestes discrepàncies anaren en augment fins que en el moment previ a les eleccions de maig de 1992, bona part del sector del FSNR encapçalat per Ion Iliescu va deixar la formació per fundar el Front Democràtic de Salvació Nacional (FDSN), ja que aquest no va acceptar que Petre Roman fos nomenat nou president del FSNR.
Els resultats del FSNR a les eleccions de maig de 1992 no foren els esperats, 11% dels vots emesos, aconseguint 43 diputats i 18 senadors, passant a convertir-se en la tercera força política darrere del PDSR i del Partidul National Liberal.
Davant de la nova situació, el president del FSNR plantejà la creació d'un nou partit integrat a partir del FSNR per tot un seguit de partits petits com, Partidul Unităţii Social Democrate, Frontul Democrat Român, Partidul Alianţa Naţională, Partidul Pensionarilor şi al Protecţiei Sociale, creant-se així una nova formació política que en els seus orígens havia d'ocupar l'espai del centreesquerra i centre polític romanès, ja que la formació en els seus orígens es declarava Socialdemòcrata.
Aquesta aposta d'ampliar la base electoral va portar als líders del nou PD a plantejar l'any 1993 una aliança electoral amb altres partits com el, Partidul Social-Democrat Tradiţional i el Partidul Revoluţiei Române, amb els quals va constituir la Alianţa Social Democrată. L'any 1994 aquesta aliança es va ampliar amb la incorporació del Partidul Democrat al Muncii dins del PD. L'any 1995 el PD va crear la Uniunea Social Democrata amb el Partidul Social-Democrat Român (no confondre amb el Partidul Socialdemocrat Român que liderarà posteriorment Ion Iliescu) amb el que va concórrer en coalició a les eleccions de l'any 1996. A les eleccions legislatives els resultats foren substancialment millors que a les eleccions anteriors, ja que va obtenir un 13% dels vots emesos, obtenint 42 diputats i 21 senadors, però el candidat a President, Petre Roman, fou eliminat a la primera ronda, ja que amb un 20,5% dels vots emesos va quedar en tercer lloc. A la segona volta de les eleccions presidencials, la Uniunea Social Democrata donà el seu suport al líder de la Conventie Democrata Româna (coalició on s'agrupava bona part de l'oposició a Iliescu), motiu pel qual el candidat de la CDR, Emil Constantinescu va ser elegit President de Romania.
Dins del nou govern el PD va obtenir algunes carteres, però la inestabilitat política, els continus escàndols de corrupció i el descrèdit del nou govern van fer que aviat les desavinences entre els diferents socis de govern afloressin, motiu pel qual en les contínues remodelacions dels gabinets governamentals els ministres del PD sempre eren sacrificats. La inestabilitat durà al llarg dels anys que es mantingué el govern de la CDR, multiplicant-se els casos de corrupció, de malversació de fons públics, a la vegada que el nivell adquisitiu de la classe mitjana romanesa es desplomava, en part per les contínues reformes econòmiques, en part per les agressives polítiques de privatització que intentaven portar a terme els ministres de la CDR. Una mostra de la inestabilitat política del perioder el podem trobar en el fet que entre 1996 i l'any 2000 van haver cinc primers ministres diferents.
A les eleccions de l'any 2000 es va demostrar que un dels partits polítics que més havia sortit malparat del desgavell polític dels anys de la Convenció, va ser el PD, ja que va perdre milers de vots, tot i que mai va tenir el pes determinant dins dels successius governs de la CDR. Amb aquesta nova situació Petre Roman es presentà a la reelecció del govern, tot plantejant les bases d'una nova coalició, en aquest cas només amb el Partidul National Liberal, sota la denominació Alternativa 2004, ja que Roman defensava la tesi que els fracàs de l'experiència de la CDR havia estat provocada per l'existència de múltiples partits polítics dins de la CDR, fet que no permetia establir una acció conjunta de govern.
Tot i que les tesis de Petre Roman van ser secundades per bona part de la militància, aviat es va veure que calia reformar el lideratge del partit de cara a la cita de l'any 2004, motiu pel qual un important sector del PD, al voltant de l'antic ministre de Transport i en aquell moment alcalde de Bucarest, Traian Băsescu, va plantejar la necessitat de convocar un Congrés Extraordinari a principis de l'any 2001. En aquest Congrés va esdevenir president del PD Traian Basescu, desplaçant d'aquesta responsabilitat a Petre Roman. Tot i que inicialment semblava que Basescu era més partidari d'intentar un pacte amb el PDSR de Iliescu, aviat aquest va mostrar més una voluntat de fer un gir vers l'electorat de centredreta, motiu pel qual va reafirmar l'aliança amb el PNL, creant-se l'any 2003 la coalició Alianţa Dreptate şi Adevăr, Aliança per la Justícia i la Veritat, amb la que s'havia de presentar Theodor Stolojan, líder del PNL. Però dos mesos abans de les eleccions Stolojan va renunciar a la carrera presidencial per motius de salut, fet pel qual el president del PD, Traian Basescu va candidar a la presidència per la coalició.

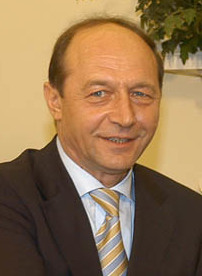
L'expresident del Partidul Democrat i President de Romania Traian Băsescu

Els resultats electorals a les eleccions legislatives van suposar una recuperació de la credibilitat i dels vots perduts l'any 2000, ja que va obtenir 21 senadors i 50 diputats. A més Traian Basescu va passar a la segona volta de les eleccions, tot i que els sondejos no el donaven com a guanyador enfront del candidat del PSDR, el primer ministre Adrian Nastase. Però la sorpresa va saltar el 12 de desembre de 2004, quan amb un estretíssim marge de 2,46% sobre el candidat socialdemòcrata i amb un 51,23% dels vots emesos, Băsescu va guanyar les eleccions.
Tot i que les eleccions legislatives les havien guanyat una coalició formada pel Partidul Socialdemocrat Român i el Partidul Umanist Român, Basescu va ordenar formar govern al nou president del PNL, Calin Popescu Tariceanu. Tot i ser companys de coalició les desavinences polítiques entre els dos líders varen donar pas a un enfrontament obert, que es va agreujar a finals de març de 2007,quan el primer ministre va acusar Basescu de voler governar en el seu lloc, motiu pel qual va promoure amb bona part de l'oposició socialdemòcrata una moció de censura contra Basescu. Aquesta moció es votà i aprovà el dia 19 d'abril de 2007 pel Parlament Romanès, essent Basescu inmediantament suspès en el càrrec i nomenant-se com a President interí al President del Senat Romanès, el socialdemòcrata Nicolae Văcăroiu, tot a l'espera de què en un més es convoqui una consulta popular on es determinarà si Traian Basescu ha de dimitir i, per tant, convocar-se noves eleccions presidencials o si pel contrari el President Traian Băsescu pot continuar exercint el seu càrrec tal com dicta la Constitució Romanesa.

### Partit Demòcrata-Liberal (PD-L)
El 15 de desembre de 2007 s'integrà amb el Partit Liberal Demòcrata de Theodor Stolojan, i a partir d'aleshores el partit passà a denominar-se Partit Demòcrata-Liberal (Partidul Democrat-Liberal, PD-L).
El PD-L guanyà les eleccions legislatives romaneses del 30 de novembre de 2008 en escons, però no en vots. El president Traian Băsescu nominà a Stolojan com a candidat principal a Primer Ministre el 10 de desembre de 2008, però al cap de cinc dies anuncià la seva retirada política.

#### Govern de coalició d'Emil Boc
El mateix 10 de desembre el president Traian Băsescu nomenà al demòcrata-liberal Emil Boc com a candidat a Primer Ministre, que va formar un govern de coalició entre PDL i el Partit Socialdemòcrata i el PNL va passar a l'oposició. Tot i que l'acord de govern es trencà l'1 d'octubre de 2009, i perdé una moció de censura el 13 d'octubre del mateix any, Boc continuà dirigint el govern, sobretot gràcies al suport rebut per part del President Băsescu, i perquè incorporà com a soci de govern a la Unió Democràtica dels Hongaresos de Romania, però finalment, el 6 de febrer de 2012 hagué de dimitir del càrrec després de fortes protestes dels ciutadans contra les polítiques d'austeritat pressupostària per part del seu govern. Fou substituït de forma interina pel Ministre de Justícia Cătălin Predoiu, qui al cap de pocs dies deixà el càrrec de forma definitiva a Mihai Răzvan Ungureanu, que va governar fins les eleccions legislatives romaneses de 2012.